# Chesias pseudanaitis
Chesias pseudanaitis là một loài bướm đêm trong họ Geometridae.